# Grammitis poeppigiana
Grammitis poeppigiana är en stensöteväxtart som först beskrevs av Georg Heinrich Mettenius, och fick sitt nu gällande namn av Pichi-serm. Grammitis poeppigiana ingår i släktet Grammitis och familjen Polypodiaceae. Inga underarter finns listade.